# 楊俊士
楊俊士（1535年—？），字伯賢，號培菴，錦衣衛官籍，山西平陽府蒲州人，明朝政治人物。

## 生平
隆慶元年（1567年）丁卯科順天鄉試第十三名舉人，萬曆二年（1574年）中式甲戌科會試第二百八十一名，三甲第七十名進士。任鳳陽府推官。著有《重美堂稿》。

## 家族
曾祖楊選，贈光祿大夫柱國少師兼太子太師吏部尚書；祖父楊瞻，四川按察司僉事，封兵部左侍郎，贈光祿大夫柱國少師兼太子太師吏部尚書；父楊博，光祿大夫柱國少師兼太子太師吏部尚書。母段氏（封一品夫人）。具慶下。兄楊俊民，弟楊俊彥、楊俊卿、楊俊臣。楊俊卿子楊元祥。